# Emily Webley-Smith
Emily Webley-Smith (* 14. Juli 1984 in Bristol) ist eine britische Tennisspielerin.

## Karriere
Emily Webley-Smith begann mit sieben Jahren mit dem Tennissport, sie bevorzugt dabei laut ITF-Profil Rasenplätze.
1999 spielte sie ihr erstes ITF-Turnier in Welwyn, England. Im Jahr 2009 gewann sie die Einzelkonkurrenzen der ITF-Turniere in Las Palmas de Gran Canaria und Neu-Delhi. 2014 folgte ein weiterer Einzeltitel in Scharm asch-Schaich. Bislang gewann sie 4 Einzel- und 27 Doppeltitel auf der ITF Women’s World Tennis Tour.
Bei den Wimbledon Championships erreichte sie 2004 im Einzel die zweite Runde. 2004, 2005 und 2007 scheiterte sie dort im Doppel jeweils in Runde eins. 2011 verlor sie ihr Auftakteinzel in Wimbledon knapp in drei Sätzen gegen Klára Koukalová, im Doppel schied sie an der Seite von Naomi Broady erneut in der ersten Runde aus wie dann auch 2015.

## Turniersiege

### Einzel
| Nr. | Datum            | Turnier             | Kategorie   | Belag     | Finalgegnerin              | Ergebnis       |
| --- | ---------------- | ------------------- | ----------- | --------- | -------------------------- | -------------- |
| 1.  | 15. März 2009    | Las Palmas          | ITF $10.000 | Hartplatz | Jelena Tschalowa           | 6:0, 7:65      |
| 2.  | 7. August 2009   | Neu-Delhi           | ITF $10.000 | Hartplatz | Aleksandra Kolesnitschenko | 6:1, 6:1       |
| 3.  | 30. März 2014    | Scharm asch-Schaich | ITF $10.000 | Hartplatz | Jewgenija Paschkowa        | 7:67, 0:6, 6:4 |
| 4.  | 26. Februar 2017 | Scharm asch-Schaich | ITF $15.000 | Hartplatz | Julia Terziyska            | 6:3, 6:4       |

### Doppel
| Nr. | Datum              | Turnier                    | Kategorie    | Belag             | Partnerin                | Finalgegnerinnen                                | Ergebnis          |
| --- | ------------------ | -------------------------- | ------------ | ----------------- | ------------------------ | ----------------------------------------------- | ----------------- |
| 1.  | 23. Oktober 2004   | Bolton                     | ITF $10.000  | Hartplatz (Halle) | Sarah Borwell            | Hannah Collin Anna Hawkins                      | 7:5, 1:6, 6:2     |
| 2.  | 3. September 2006  | Istanbul                   | ITF $10.000  | Hartplatz         | Ria Dörnemann            | Irina Khatsko Marija Malkhasyan                 | kampflos          |
| 3.  | 23. September 2006 | Nottingham                 | ITF $10.000  | Hartplatz         | Georgie Gent             | Naomi Cavaday Claire Peterzan                   | 3:6, 7:5, 6:4     |
| 4.  | 16. August 2008    | London                     | ITF $10.000  | Hartplatz         | Megan Moulton-Levy       | Martina Babáková Manana Shapakidze              | 6:1, 6:1          |
| 5.  | 8. August 2009     | Neu-Delhi                  | ITF $10.000  | Hartplatz         | Aleksandra Kolesnichenko | Ashmitha Easwaramurthi Dalila Jakupović         | 6:2, 6:4          |
| 6.  | 11. Oktober 2009   | Mount Gambier              | ITF $25.000  | Hartplatz         | Olivia Rogowska          | Erika Sema Varatchaya Wongteanchai              | 6:1, 5:7, [10:7]  |
| 7.  | 11. September 2010 | Madrid                     | ITF $10.000  | Hartplatz         | Naomi Broady             | Jennifer Ren Marta Sirotkina                    | 6:2, 6:3          |
| 8.  | 17. März 2012      | Bath                       | ITF $10.000  | Hartplatz (Halle) | Samantha Murray          | Lenka Juríková Katarzyna Piter                  | 4:6, 6:4, [10:5]  |
| 9.  | Februar 2013       | Launceston                 | ITF $25.000  | Hartplatz         | Xenija Lykina            | Allie Kiick Erin Routliffe                      | 7:5, 6:3          |
| 10. | 19. Oktober 2013   | Lagos                      | ITF $25.000  | Hartplatz         | Naomi Broady             | Fatma Al-Nabhani Cristina Dinu                  | 3:6, 6:4, [10:7]  |
| 11. | 16. November 2013  | Mumbai                     | ITF $15.000  | Hartplatz         | Anamika Bhargava         | Hsu Ching-wen Eden Silva                        | 6:4, 7:5          |
| 12. | 1. März 2014       | Scharm asch-Schaich        | ITF $10.000  | Hartplatz         | Eden Silva               | Nikola Horakova Akari Inoue                     | 6:74, 6:4, [10:5] |
| 13. | 12. April 2014     | Dakar                      | ITF $15.000  | Hartplatz         | Chanel Simmonds          | Conny Perrin Jekaterina Jaschina                | 6:4, 7:5          |
| 14. | 13. Dezember 2014  | Lucknow                    | ITF $15.000  | Rasen             | Ankita Raina             | Rushmi Chakravarthi Nidhi Chilumula             | 6:2, 6:4          |
| 15. | 8. Februar 2015    | Midland                    | ITF $100.000 | Hartplatz (Halle) | Julie Coin               | Jacqueline Cako Sachia Vickery                  | 4:6, 7:64, [11:9] |
| 16. | 1. August 2015     | Lexington                  | ITF $50.000  | Hartplatz         | Nao Hibino               | Nicha Lertpitaksinchai Peangtarn Plipuech       | 6:2, 6:2          |
| 17. | 17. September 2016 | Zhuhai                     | ITF $50.000  | Hartplatz         | Ankita Raina             | Guo Hanyu Jiang Xinyu                           | 6:4, 6:4          |
| 18. | 13. Mai 2017       | Hua Hin                    | ITF $25.000  | Hartplatz         | Ankita Raina             | Nudnida Luangnam Zhang Yukun                    | 6:2, 6:0          |
| 19. | 3. Februar 2018    | Scharm asch-Schaich        | ITF $15.000  | Hartplatz         | Katarzyna Kawa           | Laura-Ioana Andrei Hélène Scholsen              | 6:3, 3:6, [10:5]  |
| 20. | 10. Februar 2018   | Scharm asch-Schaich        | ITF $15.000  | Hartplatz         | Anastassija Pribylowa    | Laura-Ioana Andrei Julia Kimmelmann             | 6:3, 6:3          |
| 21. | 13. April 2019     | Óbidos                     | ITF $25.000  | Teppich           | Sopia Schapatawa         | Mariam Bolkwadse Nastja Kolar                   | 6:1, 2:6, [11:9]  |
| 22. | 11. Mai 2019       | Óbidos                     | ITF $25.000  | Teppich           | Sopia Schapatawa         | Martina Colmegna Maria Fernanda Herazo Gonzalez | 6:3, 6:0          |
| 23. | 18. Mai 2019       | Óbidos                     | ITF $25.000  | Teppich           | Sopia Schapatawa         | Martina Colmegna Nuria Párrizas Díaz            | 6:4, 6:1          |
| 24. | 1. Juni 2019       | Santa Margarida de Montbui | ITF $25.000  | Hartplatz         | Sopia Schapatawa         | Elitsa Kostova Samantha Murray                  | 6:4, 7:5          |
| 25. | 23. November 2019  | Bhopal                     | ITF $25.000  | Hartplatz         | Rutuja Bhosale           | Diāna Marcinkēviča Walerija Strachowa           | 6:4, 7:5          |
| 26. | 13. März 2021      | Pune                       | ITF $25.000  | Hartplatz         | Rutuja Bhosale           | Riya Bhatia Miriam Bulgaru                      | 6:2, 7:5          |
| 27. | 8. Februar 2025    | Herrenschwanden            | ITF W35      | Teppich           | Jekaterina Owtscharenko  | Mariam Bolkwadse Sinja Kraus                    | 7:61, 2:6, [11:9] |